# Cerceis biforamina
Cerceis biforamina là một loài chân đều trong họ Sphaeromatidae. Loài này được Javed & Yousuf miêu tả khoa học năm 1996.